# Wet van bedrog
De wet van bedrog (in het Engels Finagle's law geheten) is een 'wet' die luidt:

Als iets mis kan gaan, dan gaat het een keer mis – op het slechtst denkbare moment.

De term werd het eerst gebruikt door John W. Campbell, de redacteur van het tijdschrift Astounding Science Fiction (later Analog). Campbell gebruikte de term in de jaren veertig tot zestig regelmatig, maar de term werd niet zo populair als de 'wet van Murphy', waarmee de wet van bedrog vaak verward wordt.
De naam Finagle's law verwijst naar het Engelse woord "finagle" dat onder meer 'valsspelen', 'ontfutselen' of 'ritselen' betekent. Vaak wordt humoristisch over de niet-bestaande Dr. Finagle gesproken als bedenker van deze wet.